# Binge
Binge är ett halländskt dialektalt ord för stickning och avser den specifikt halländska sticktraditionen. Halland var ett av de landskap i Sverige där stickning först blev en folklig hemslöjd, och den kom under lång tid att spela en viktig roll som landskapets främsta slöjdnäring. Ordet binge är ett gammalt halländskt ord med betydelsen knyta.
Det är okänt när stickningen fick fäste i Halland. Enligt en tradition dokumenterad 1796 skall Brigitta von Crakow på Vallens slott ha introducerat stickningen genom att sätta de underlydande att utföra stickning som legoarbete för att betala delar av sin skatt. De äldsta bevarade tröjorna från allmogemiljö i Halland kan dock inte föras tillbaka längre än mitten av 1700-talet. I stil och mönster anknyter de dock nära till kända 1600-talströjor. Det verkar som det är runt mitten av 1700-talet som stickningen får sitt genombrott. Vid mitten av 1700-talet sägs stickning vara den viktigaste näringskällan för avsalu inom Höks härad. Hasslövs och Våxtorps socknar sägs ha specialiserat sig på stickning av strumpor och nattmössor. 1771 framhåller allmogen i Halmstads, Höks och Tönnersjö härader vid riksdagen att tillverkningen av grova ullstrumpor var deras viktigaste näringsfång och att de kunde göra leveranser till hela regementen. På 1770-talet sägs befolkningen i Laholm ha specialiserat sig på stickning av kvinnostrumpor, medan man i Ränneslöv, Ysby, Hasslöv, Våxtorp, Östra Karup och Skummeslöv gjorde mansstrumpor. En stor strumpmarknad ägde rum i Våxtorps by från oktober till jultiden samt på våren, då strumpor från flera socknar såldes på en marknad, där handlare från Borås gjorde stora uppköp. Hallandströjorna verkar till största del dock tillverkats för eget bruk. Carl August Ehrensvärd som 1796 besökte Halland skriver i ett brev om halländskan att hon "sir ut som fan" och ständigt går runt och stickar.
Under 1800-talet fick hemslöjdsstickningen allt större konkurrens från maskinstickningen. I slutet av 1800-talet började doktorinnan Berta Borgström i Laholm intressera sig för att bevara stickningen som hemslöjd. Hon kontaktade Militär Ekiperings AB (MEA) i Stockholm för försäljning av de stickade ullplagg som producerades i Halland. De såldes även som sportkläder. 1907 bildades Föreningen Bindslöjden för att bevara äldre mönster inom den Halländska sticktraditionen, den kom 1911 att ombildas till Halländska hemslöjdsföreningen Bindslöjden. Det tidiga 1900-talet innebar ett uppsving för stickningen i Halland, och mycket exporterades även utomlands. Efter andra världskriget ökade dock arbetskostnaden för slöjden och avsaluslöjden kom att gå sämre. Som lokal tradition levde dock binget vidare, även om mycket av mönsterformerna med tiden kom att förändras.